# Reinhard Libuda
Reinhard „Stan“ Libuda (* 10. Oktober 1943 in Wendlinghausen; † 25. August 1996 in Gelsenkirchen) war ein deutscher Fußballspieler. Er verkörperte den klassischen Rechtsaußen im WM-System und auch in der nachfolgenden 4:3:3-Formation. Er galt als einer der bekanntesten und beliebtesten Fußballer seiner Zeit. Libuda absolvierte für die Vereine FC Schalke 04 und Borussia Dortmund insgesamt 264 Bundesligaspiele und erzielte 28 Tore. In der Nationalmannschaft kam er in 26 Länderspielen zum Einsatz und erzielte drei Tore.

## Jugend
Reinhard Libuda wurde 1943 in Wendlinghausen im Kreis Lemgo geboren, wohin seine Familie im Zweiten Weltkrieg gezogen war. Nach Kriegsende kehrten die Libudas nach Gelsenkirchen zurück und wohnten im Arbeiterviertel Haverkamp im Stadtteil Bismarck. Als Schüler spielte Reinhard Libuda  stundenlang Fußball auf der Straße. Anfangs turnte er im Turnverein Einigkeit Bismarck, dann zog es ihn zu den Fußballern von Rot-Weiß Bismarck. Im Jahr 1952 meldete ihn sein Vater beim FC Schalke 04 an, für den er fortan unter der Leitung und Förderung von Fritz Thelen in der Jugendabteilung spielte.
Da er schon mit 17 Jahren als Vertragsspieler verpflichtet worden war, schloss er seine Lehre zum Maschinenschlosser nicht ab. Bereits in der A-Jugend ragten seine Ballbehandlung, das Täuschungsvermögen und der Antritt deutlich heraus. Dies führte ihn über die westdeutsche Jugendauswahl auch in die Jugendnationalmannschaft des DFB. Während des UEFA-Juniorenturniers 1961 in Portugal debütierte Libuda beim Halbfinal-Spiel gegen Polen. Er spielte im Angriff zusammen mit Fritz Boyens, Wolfgang Overath, Horst Wild und Gerhard Elfert. 1962 nahm er mit den DFB-Junioren am UEFA-Turnier in Rumänien teil, zusammen mit seinem Jugendfreund und späteren Trauzeugen Karl-Heinz Bechmann.

## Karriere

### Vereine
1962 erhielt Libuda einen Vertrag bei Schalke 04. Er debütierte zum Saisonauftakt am 18. August 1962, im letzten Jahr der alten erstklassigen Oberliga West. Am Rundenende hatte Libuda in 25 Ligaeinsätzen mit acht Toren überzeugt und Schalke hatte sich mit dem 6. Rang für die neue Fußball-Bundesliga ab der Saison 1963/64 qualifiziert. Libuda wurde in das „Revier-Team“ der Saison 1962/63 aufgenommen.
In der Bundesliga war er Stammspieler als Rechtsaußen und wurde schnell zum Schalker Publikumsliebling. Im September 1963 wurde er von Bundestrainer Sepp Herberger erstmals in der Nationalmannschaft beim Länderspiel gegen die Türkei eingesetzt. Er bildete mit Werner Krämer den rechten Flügel der deutschen Mannschaft. An guten Tagen war er einer der besten Rechtsaußen, den kaum ein Abwehrspieler aufhalten konnte. Er war wendig, schnell und enorm dribbelstark und deshalb von vielen Verteidigern gefürchtet. Seinen Spitznamen „Stan“ bekam er in Anlehnung an den legendären englischen Rechtsaußen Sir Stanley Matthews, den „Erfinder“ des berühmten Matthews-Tricks (= links antäuschen, rechts vorbeigehen), den Libuda perfekt beherrschte. Aus der Zeit stammt das geflügelte Wort „An Gott kommt keiner vorbei, außer Stan Libuda“. Libuda galt als äußerst sensibel, weshalb seine Gegenspieler ihn nicht selten verbal provozierten, um ihm so den Mut zu nehmen.
Als Schalke 1965 in der Bundesliga auf dem letzten Platz landete und damit sportlich abgestiegen war, entschloss sich Libuda, zu Borussia Dortmund zu wechseln, um weiter in der Bundesliga spielen zu können und dazu nicht umziehen zu müssen. Mit dem BVB errang er 1965/66 unter Trainer Willi Multhaup die Vizemeisterschaft der Bundesliga und gewann den Europapokal der Pokalsieger. Dabei gelang ihm sein berühmtestes Tor: am 5. Mai 1966 traf er in der 107. Spielminute mit einer „Bogenlampe“ zum 2:1-Sieg des BVB gegen den Favoriten FC Liverpool und sicherte damit den Gewinn des Europapokals der Pokalsieger. Sein Verein war damit erster deutscher Sieger eines Europapokal-Wettbewerbs.
1968 kehrte Libuda nach drei Spielzeiten beim BVB zurück zu Schalke und zog 1969 in das Pokalfinale ein. Er wurde Spielführer einer Mannschaft, die mit der Offensivformation Libuda, Fischer und Erwin Kremers eine der besten Angriffsreihen in der Geschichte der Bundesliga stellte. Sein größter Erfolg nach der knapp verpassten Meisterschaft 1972 wurde der Pokalgewinn im selben Jahr gegen den 1. FC Kaiserslautern.

### Nationalelf
Sein Debüt in der Nationalmannschaft hatte Libuda mit 19 Jahren im September 1963 in Frankfurt beim Spiel gegen die Türkei unter Bundestrainer Sepp Herberger. Mit Beginn der Ära Helmut Schön und dem sportlichen Absturz von Schalke 04 fand keine kontinuierliche Berücksichtigung von Libuda in den nächsten drei Runden mehr statt, obwohl er mit seinem Verein in den Saisons 1965/66  und 1966/67 große Erfolge feierte. Fahrt nahm seine Nationalmannschaftskarriere erst in der Rückrunde 1968/69 wieder auf, als er am 26. März 1969 in Frankfurt beim 1:1 gegen Wales zu seinem 10. Länderspiel auflief.
Seinen wichtigsten Treffer für Deutschland erzielte er am 22. Oktober 1969 im Hamburger Volksparkstadion in der Partie gegen Schottland. Er erlief einen langen Pass von Helmut Haller aus der eigenen Hälfte, setzte zu einem Sololauf über das halbe Feld an und schoss das 3:2 für die deutsche Mannschaft. Die Begegnung am 22. Oktober 1969 wurde „zu einem der erregendsten Fußballereignisse, die jemals auf deutschem Boden stattfanden“ (Schön). Die Partie blieb untrennbar mit ihm verbunden. Der Journalist Jo Viellvoye kürte Libuda zum „Mann des Jahres für den deutschen Fußball“, der es mit seinem Auftritt im Volksparkstadion endlich verdient habe, „so genannt zu werden wie der große Stan Matthew“. Auch in den Betrachtungen von Norbert Seitz „Fußball & Politik“  wird Libudas Sololauf als „unnachahmlicher Alleingang“ hervorgehoben und konstatiert, dass dieser zum symbolischen Startsignal sowohl des euphorischen Aufbruchs in Bonn wie der Himmelstürmerei in Mexiko im Jahr darauf geworden sei. Sein Treffer sicherte die Qualifikation zur WM 1970 in Mexiko. 
In Mexiko machte er in der Vorrunde das „Spiel seines Lebens“. Beim 5:2-Sieg gegen Bulgarien erzielte er den zwischenzeitlichen Ausgleich, holte einen Elfmeter heraus und bereitete zwei weitere Treffer vor. In einer Publikation von Hennes Weisweiler, Sportinformationsdienst und der Bertelsmann Sportredaktion ist festgehalten: „Mit seinen Sololäufen und genauen Pässen beflügelte er das Spiel der ganzen Mannschaft [...]. Seine Bewacher fanden kein Mittel, ihn zu stoppen. Mehr als einmal zogen sie die Notbremse. Immer wieder war es Libuda, der für Verwirrung in der bulgarischen Abwehr sorgte.“ Franz Beckenbauer und Wolfgang Overath ordneten Libudas Leistung als spielentscheidend ein. Insgesamt kam er bei dem Turnier auf fünf Einsätze, auch beim sogenannten Jahrhundertspiel gegen Italien. Er erhielt wie die ganze deutschen Fußballnationalmannschaft für den 3. Platz in Mexiko das Silberne Lorbeerblatt.
1971 absolvierte er sein letztes Länderspiel beim EM-Qualifikationsspiel gegen Polen. Obwohl er mit Schalke Vizemeister in der Bundesliga geworden war, kam er in der EM-Endrunde im Juni 1972 in Belgien nicht zum Einsatz, da der DFB für die Nationalmannschaft bereits ab März auf alle Spieler verzichtete, die in den Bestechungsskandal verwickelt waren. Bei insgesamt 26 Länderspieleinsätzen erzielte Libuda drei Tore.

### Bundesliga-Skandal
Reinhard Libuda war wie zahlreiche andere Spieler in den Bundesliga-Skandal der Saison 1970/1971 verwickelt, bei dem manipulierte Punktspiele und entsprechende Bestechungen aufgedeckt wurden. Er wurde im September 1972 vom DFB auf Lebenszeit gesperrt, zwei Jahre später jedoch begnadigt. In der Zwischenzeit spielte er bei Racing Straßburg in der französischen Ligue 1. 1973 kehrte er zu Schalke zurück; 1976 beendete er seine Karriere endgültig, nachdem er in der Saison 1974/75 nur noch in fünf Bundesligaspielen zum Einsatz gekommen war, zuletzt am 21. September 1974, als er bei einem 3:0-Heimerfolg gegen Fortuna Düsseldorf in der 83. Minute für Erwin Kremers eingewechselt wurde.

## Leben nach der Sportkarriere
Nach seiner Sportkarriere zerbrach seine Ehe; er hatte mit seiner Ehefrau einen Sohn. Er fand lange Zeit keine Arbeit, war auf Arbeitslosenhilfe angewiesen und lebte zurückgezogen in Gelsenkirchen-Haverkamp. Er bekam schließlich mit Hilfe von Rolf Rüssmann eine Stelle bei der Thomas-Gruppe, einer Papierveredlungsfirma im Haverkamp. 1974 übernahm er von Ernst Kuzorra einen kleinen Tabakladen in der Kurt-Schumacher-Straße in Schalke; diesen übergab er später an Heinz van Haaren.
Libuda starb am 25. August 1996 im Alter von 52 Jahren nach einem Schlaganfall. Libuda war der erste Spieler der Mannschaft des Jahrhundertspiels von 1970, der starb. Er wurde auf dem Ostfriedhof Gelsenkirchen bestattet. Am 15. Januar 2022 erfolgte die Umbettung auf das Schalker Fan-Feld in Gelsenkirchen-Beckhausen.

## Erfolge
Verein
- Europapokal der Pokalsieger: 1966
- DFB-Pokal: 1972
- Deutscher Vizemeister: 1966, 1972

Nationalmannschaft
- Weltmeisterschafts-Dritter: 1970

## Auszeichnungen
- Ehrenspielführer des FC Schalke 04
- Mitglied der Jahrhundertelf des FC Schalke 04
- In der Rangliste des deutschen Fußballs dreimal – Winter 1969/70, Sommer 1970, Winter 1970/71 – in die Internationale Klasse aufgenommen

## Anerkennung und Erinnerung
- Die Dribbelstärke Libudas war legendär. Als in den 1960er Jahren Plakate im Ruhrgebiet mit der Aufschrift „An Gott kommt keiner vorbei“ für eine religiöse Veranstaltung warben, wurde angeblich eines davon durch einen unbekannten Fan mit dem Zusatz „…außer Stan Libuda“ versehen. Ob darauf „Gott“ oder „Jesus“ stand, ob es für die Zeugen Jehovas warb, den Prediger Billy Graham oder für den Evangelisten Werner Heukelbach, ist unklar.[27][28][29] Der Spruch ist auch titelgebend für das Musical nullvier – an Gott kommt keiner vorbei (2004) über den FC Schalke 04.[30]
- 1970, während der Weltmeisterschaft in Mexiko, sagte Bulgariens Trainer, nachdem seine Verteidiger an dem hakenschlagenden Libuda gescheitert waren: „Diesen Mann kann man nur mit einer Flinte erlegen.“[29]
- Libudas Tor im Endspiel des Europapokals der Pokalsieger 1965/66 gegen den FC Liverpool wurde von den Fans im Rahmen der Feierlichkeiten zum 100-jährigen Bestehen von Borussia Dortmund bei der Wahl zum „BVB-Tor des Jahrhunderts“ auf den zweiten Platz gewählt.
- 2003 entdeckte ein Fan einen Schreibfehler auf Libudas Grabstein – dort stand „Rainard“ statt „Reinhard“. Der Fan meldete sich beim FC Schalke 04; der damalige Manager Rudi Assauer versprach, dies zu ändern. 2004 wurde der Grabstein auf Initiative und nach Protestaktionen eines weiteren Libuda-Fans geändert.

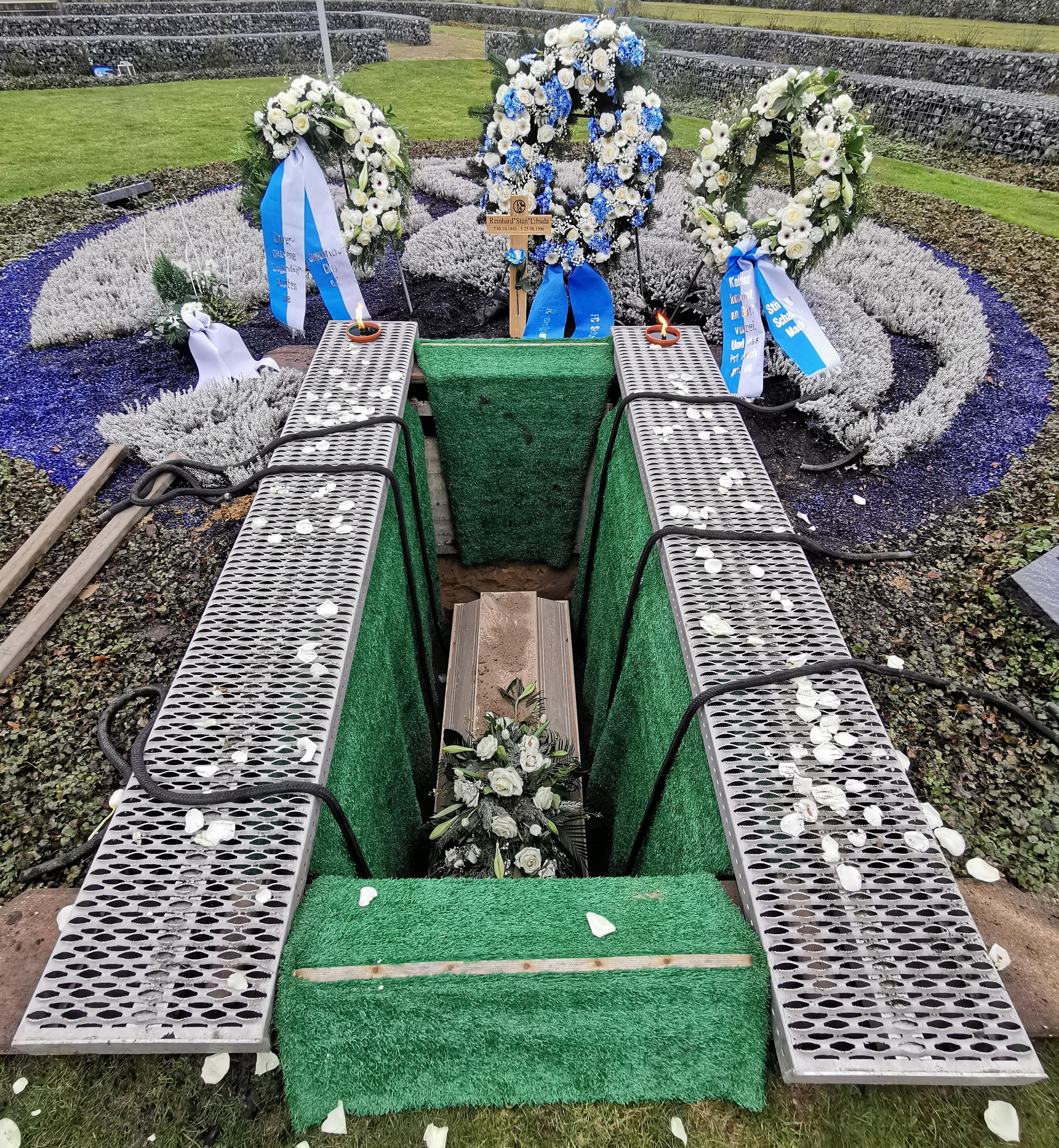
Beisetzung Libudas in der Gemeinschaftsgrabstelle Schalker Fan-Feld

- Im Januar 2022 wurden die sterblichen Überreste von Stan Libuda von der Stiftung Schalker Markt[31] auf das Schalker Fan-Feld umgebettet. Seine alte Grabstätte wurde nach 25 Jahren Liegezeit eingeebnet. Ein Ehrengrab war wegen seiner Vorstrafe aus dem Bundesligaskandal nicht möglich. Er erhielt die Grabnummer 7, seine alte Rückennummer.[32]
- Die Zufahrtsstraße westlich der Veltins-Arena in Gelsenkirchen heißt „Stan-Libuda-Weg“.